# 塞伊漢河刺鯿
塞伊漢河刺鯿（学名：Acanthobrama thisbeae）為輻鰭魚綱鯉形目雅羅魚科刺鯿屬的其中一種，分布於亞洲土耳其Ceyhan及Orontes河流域，體長可達17.4公分，棲息在底中層水域，生活習性不明。

## 扩展阅读
維基物種上的相關：塞伊漢河刺鯿